# 유우 (동평사왕)
동평사왕 유우(東平思王 劉宇, ? ~ 기원전 20년)는 전한 후기의 제후왕으로, 제동나라의 후신 동평나라의 첫 왕이다. 선제와 공손첩여의 아들이다.

## 생애
감로 2년(기원전 52년)에 동평왕으로 봉해졌으며, 형 원제가 즉위한 후 봉국으로 부임하였다. 장성하여 나쁜 사람들과 통교하고 죄를 지었는데, 원제는 이를 용서해 주는 대신 동평나라의 재상과 태부를 벌하였다. 한편 유우는 공손첩여와도 사이가 좋지 않아 공손첩여는 봉국을 떠나게 해줄 것을 탄원하였고, 이에 원제가 사자를 보내 유우를 꾸짖으니 유우는 용서를 빌었다.
이후 원제가 붕어하고, 성제가 즉위하였다. 이때 유우는 다음과 같이 말하여 황제의 자리를 넘보았다.
| “ | 조정의 대신들은 새 천자가 어리고 천하를 다스리지 못하여, 내가 천자를 보필하게끔 하려고 한다고 들었다. 그런데 내가 보기에, 상서(尙書)는 밤낮으로 매우 고생하는데 나조차 그렇게는 못 할 것이다. 지금은 매우 더운 철이고, 천자는 아직 어리다. 내가 그 지위를 얻게 되지 않을까? | ” |

그러고는 세 번 곡하기만 할 뿐 복상하지 않고 평소처럼 지냈다.
어느 날 유우는 예전에 총애하다가 사이가 멀어진 희첩을 매질하였는데, 희첩은 집에 가서 유우의 잘못을 일러바쳤다. 이 사실을 안 유우가 희첩을 죽이니, 관원들은 유우를 잡아들일 것을 조정에 상주하였다. 그러나 성제는 영지 중 2개 현을 빼앗는 데에 그쳤고, 이마저 3년 후 돌려주었다.
이후 유우는 장안에 입조하였는데, 제자백가의 책과 《사기》를 읽고 싶다고 상주하였다. 대장군 왕봉의 반대로 성제는 이를 거절하였다.
홍가 원년(기원전 20년)에 죽으니 시호를 사(思)라 하였고, 아들 유운이 뒤를 이었다.

## 출전
- 반고, 《한서》 권14 제후왕표·권80 선원육왕전

## 가계
- 전한 선제
  - 동평사왕 유우
    - 율향경후 유호
    - 상구후 유경
    - 도향경후 유선
    - 부양후 유맹
    - 서양경후 유병

| 전임 (64년 전, 제동왕으로서) 유팽리 | 제1대 전한의 동평왕 기원전 52년 10월 을해일 ~ 기원전 20년 9월 임인일 | 후임 아들 동평양왕 유운 |